# Активный ярко-голубой К
Активный ярко-голубой К — это монохлортриазиновый активный краситель, придающий целлюлозе ярко-голубой цвет с красноватым оттенком. Как и другие триазиновые активные красители, закрепляется в процессе взаимодействия с красителем функциональных групп волокна (или иного окрашиваемого материала) с образованием ковалентной связи.
Активный ярко-голубой К не отличается по цветовым характеристикам от Активного ярко-голубого КХ, дихлортриазинового красителя практически того же состава. Дихлор- от монохлортриазиновых красителей отличают более мягкие условия крашения, большее сродство к субстрату, меньшая ровняющая способность.
Монохлортриазиновые активные красители химически взаимодействуют с функциональными группами волокна (или иного окрашиваемого материала), закрепляясь на субстрате за счёт образования ковалентной связи. При 70—90°C в присутствии щелочного агента, в гидрокси- или аминогруппе окрашиваемого вещества атом водорода замещается на остаток красителя, то есть вместо связи триазинового фрагмента красителя с хлором образуется связь с азотом или кислородом соответствующих групп окрашиваемого субстрата.

## Получение
Активный ярко-голубой К получают взаимодействием бромаминовой кислоты и 2,4-диаминобензолсульфокислоты с последующим ацилированием полученного продукта цианурхлоридом. Образовавшийся Активный ярко-голубой КХ подвергают обработке метаниловой кислотой при 40°C с постепенным добавлением раствора соды для поддержания pH.

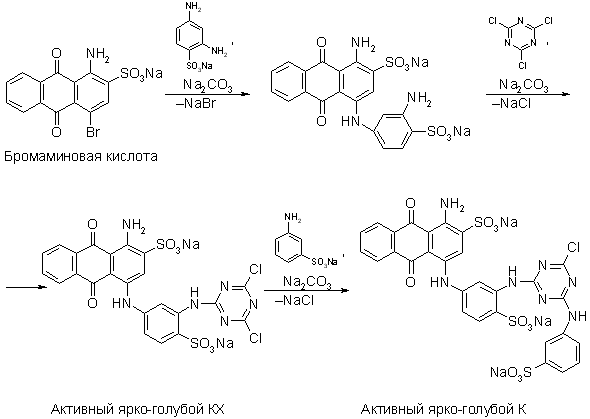
Схема синтеза Активного ярко-голубого К